# Elaphoglossum rosettum
Elaphoglossum rosettum är en träjonväxtart som beskrevs av Robbin C. Moran och Mickel. Elaphoglossum rosettum ingår i släktet Elaphoglossum och familjen Dryopteridaceae. Inga underarter finns listade.